# اینگریت والنسیا
اینگریت والنسیا (انگلیسی: Ingrit Valencia؛ زادهٔ ۳ سپتامبر ۱۹۸۸) بوکسور اهل کلمبیا است.